# 劉席民
劉席民（？—？），號未安，锦衣卫官籍，山西平阳府安邑县人。明朝政治人物。

## 生平
萬曆四十年（1612年）壬子科順天鄉試舉人，天啓二年（1622年）壬戌科進士。三年任鱼台县知县，治先礼教，课士有方，催科不扰，与民期会，民亦不忍背之，仁声四达。兼摄金乡、城武等篆，所至有甘棠之爱，县建刘公祠祀之。四年任山东乡试同考官，五年调滕县，七年官至兵部车驾司、职方司主事。崇祯二年四月以阉党被削籍。

## 家族
祖刘寓仁，生员，祖母谢氏，年三十丈夫亡故，生遗腹子允宽，谢氏茹荼抚育，纺织供读，守节四十余年，允宽事母至孝，生五子：长子训民，鸿胪寺序班；次子生民，训导；三子席民，进士；四子刘有占，蓟辽总兵；五子廉民，运城庠生。以子席民贵，赠兵部主事。
有族叔刘敏宽，兵部尚书。刘正宽，徐州知州。刘行宽，万历四年举人。从兄刘定民（得宽长子），万历二十八年举人，刘宅民（刘得宽六子），万历三十七年举人，官至凤翔知府。
侄子刘世徽（有占子），顺治庚子（1650年）武舉，辛丑（1651年）进士，官山西大河卫守备。